# Armensk (sprog)
Armensk (armensk: հայերեն [hɑjɛˈɾɛn] hajeren ) er et indoeuropæisk sprog, som er det eneste sprog på den armenske gren. Det er det officielle sprog i Armenien og i Artsakh. Historisk set er sproget blevet talt rundt omkring i det armenske højland, og i dag tales det af armeniere verden over. Armensk er siden år 405 blevet skrevet med sit eget skriftsystem, det armenske alfabet. Der er to overordnede dialekter: østarmensk og vestarmensk

## Fonologi

### Tryk
På armensk er trykket på sidste stavelse medmindre den sidste stavelse indeholder en bestemt artikel [ə] or [n] eller en possessiv artikel ս eller դ. I det tilfælde falder trykket på næstsidste stavelse (for eksempel: [ɑχɔɾˈʒɑk], [mɑʁɑdɑˈnɔs], [ɡiˈni] men [vɑˈhɑɡən] og [ˈdɑʃtə].) Nogle ord der ender på ե, nogle ordenstal og en håndfuld andre ord følger ikke denne regel.

### Vokaler
Moderne armensk har seks monoftonger. Hver vokal i tabellen forneden er repræsenteret af tre symboler. Det første er lydens transskription med det internationale fonetiske alfabet (IPA). Det andet er det tilsvarende bogstav fra det armenske alfabet. Det sidste er en latinsk transskription.
|         | Fortunge      | Midttunge | Bagtunge      |
| ------- | ------------- | --------- | ------------- |
| Lukket  | /i/ ի i       |           | /u/ ու u      |
| Central | /ɛ/ ե, է e, ē | /ə/ ը ë   | /ɔ/ ո, օ o, ò |
| Åben    |               |           | /ɑ/ ա a       |

### Konsonanter
Den følgende tabel viser det østarmenske konsonantsystem. Okklusiver og affrikater har en aspireret variant, der normalt transskriberes med et omvendt apostrof efter bogstavet. Hver lyd i tabellen er repræsenteret med IPA, det armenske bogstav og det tilsvarende latinske bogstav.
|              |              | Labial      | Dental/ Alveolær | Palatal      | Velær         | Uvular        | Glottal   |
| ------------ | ------------ | ----------- | ---------------- | ------------ | ------------- | ------------- | --------- |
| Nasal        | Nasal        | /m/ մ – m   | /n/ ն – n        |              | [ŋ]           |               |           |
| Klusil       | stemt        | /b/ բ – b   | /d/ դ – d        |              | /ɡ/ գ – g     |               |           |
| Klusil       | ustemt       | /p/ պ – p   | /t/ տ – t        |              | /k/ կ – k     |               |           |
| Klusil       | aspireret    | /pʰ/ փ – pʻ | /tʰ/ թ – tʻ      |              | /kʰ/ ք – kʻ   |               |           |
| Affrikat     | stemt        |             | /d͡z/ ձ – j       | /d͡ʒ/ ջ – ǰ   |               |               |           |
| Affrikat     | ustemt       |             | /t͡s/ ծ – ç       | /t͡ʃ/ ճ – č   |               |               |           |
| Affrikat     | aspireret    |             | /t͡sʰ/ ց – cʻ     | /t͡ʃʰ/ չ – čʻ |               |               |           |
| Frikativ     | ustemt       | /f/ ֆ – f   | /s/ ս – s        | /ʃ/ շ – š    | /x ~ χ/ խ – x | /x ~ χ/ խ – x | /h/ հ – h |
| Frikativ     | stemt        | /v/ վ – v   | /z/ զ – z        | /ʒ/ ժ – ž    | /ɣ ~ ʁ/ ղ – ġ | /ɣ ~ ʁ/ ղ – ġ |           |
| Approksimant | Approksimant | [ʋ]         | /l/ լ – l        | /j/ յ – y    |               |               |           |
| Trille       | Trille       |             | /r/ ռ – ṙ        |              |               |               |           |
| Flap         | Flap         |             | /ɾ/ ր – r        |              |               |               |           |

## Grammatik

### Substantiver
Armenske substantiver har ikke køn. De deklineres i syv forskellige kasus: nominativ, akkusativ, lokativ, genitiv, dativ, ablativ og instrumentalis.

#### Eksempler på deklination
| Kasus          | Singularis                  | Pluralis                          |
| -------------- | --------------------------- | --------------------------------- |
| Nominativ      | հեռախոս(ը-ն)* heṙaxos(ë-n)* | հեռախոսներ(ը-ն)* heṙaxosner(ë-n)* |
| Akkusativ      | հեռախոսը(-ն)* heṙaxosë(-n)* | հեռախոսները(-ն)* heṙaxosnerë(-n)* |
| Genitiv        | հեռախոսի heṙaxosi           | հեռախոսների heṙaxosneri           |
| Dativ          | հեռախոսին heṙaxosin         | հեռախոսներին heṙaxosnerin         |
| Ablativ        | հեռախոսից heṙaxosic'        | հեռախոսներից heṙaxosneric'        |
| Instrumentalis | հեռախոսով heṙaxosov         | հեռախոսներով heṙaxosnerov         |
| Lokativ        | հեռախոսում heṙaxosum        | հեռախոսներում heṙaxosnerum        |

| Kasus          | Singularis            | Pluralis                  |
| -------------- | --------------------- | ------------------------- |
| Nominativ      | մայր(ը-ն)* mayr(ë-n)* | մայրեր(ը-ն)* mayrer(ë-n)* |
| Akkusativ      | մայրը(-ն)* mayrë(-n)* | մայրերը(-ն)* mayrerë(-n)* |
| Genitiv        | մոր mor               | մայրերի mayreri           |
| Dativ          | մորը(-ն)* morë(-n)*   | մայրերին mayrerin         |
| Ablativ        | մորից moric'          | մայրերից mayreric'        |
| Instrumentalis | մորով morov           | մայրերով mayrerov         |

Animate navneord bøjes ikke i lokativ
| Kasus          | Singularis                                 | Pluralis                                         |
| -------------- | ------------------------------------------ | ------------------------------------------------ |
| Nominativ      | հանրապետություն(ը-ն)* hanrapetut'yun(ë-n)* | հանրապետություններ(ը-ն)* hanrapetut'yunner(ë-n)* |
| Akkusativ      | հանրապետությունը(-ն)* hanrapetut'yunë(-n)* | հանրապետությունները(-ն)* hanrapetut'yunnerë(-n)* |
| Genitiv        | հանրապետության hanrapetut'yan              | հանրապետությունների hanrapetut'yunneri           |
| Dativ          | հանրապետությանը(-ն)* hanrapetut'yanë(-n)*  | հանրապետություններին hanrapetut'yunnerin         |
| Ablativ        | հանրապետությունից hanrapetut'yunic'        | հանրապետություններից hanrapetut'yunneric'        |
| Instrumentalis | հանրապետությամբ hanrapetut'yamb            | հանրապետություններով hanrapetut'yunnerov         |
| Lokativ        | հանրապետությունում hanrapetut'yunum        | հանրապետություններում hanrapetut'yunnerum        |

### Verber
På østarmensk findes der to overordnede typer verber, og på vestarmensk findes der tre. De bøjes efter tempus, modus og aspekt.

## Ekstern henvisning
- Der findes også en Wikipedia på armensk.
- Engelsk side om det armenske skriftsprog